# Liste der Baudenkmale in Hassel (Weser)
In der Liste der Baudenkmale in Hassel sind alle Baudenkmale der niedersächsischen Gemeinde Hassel (Weser) aufgelistet. Die Quelle der  Baudenkmale ist der Denkmalatlas Niedersachsen. Der Stand der Liste ist der 28. Oktober 2020.

## Allgemein
In den Spalten befinden sich folgende Informationen:
- Lage: die Adresse des Baudenkmales und die geographischen Koordinaten. Kartenansicht, um Koordinaten zu setzen. In der Kartenansicht sind Baudenkmale ohne Koordinaten mit einem roten Marker dargestellt und können in der Karte gesetzt werden. Baudenkmale ohne Bild sind mit einem blauen Marker gekennzeichnet, Baudenkmale mit Bild mit einem grünen Marker.
- Bezeichnung: Bezeichnung des Baudenkmales
- Beschreibung: die Beschreibung des Baudenkmales. Unter § 3 Abs. 2 NDSchG werden Einzeldenkmale und unter § 3 Abs. 3 NDSchG Gruppen baulicher Anlagen und deren Bestandteile ausgewiesen.
- ID: die Objekt-ID des Baudenkmales
- Bild: ein Bild des Baudenkmales, ggf. zusätzlich mit einem Link zu weiteren Fotos des Baudenkmals im Medienarchiv Wikimedia Commons. Wenn man auf das Kamerasymbol klickt, können Fotos zu Baudenkmalen aus dieser Liste hochgeladen werden:

## Hassel

### Gruppe: Verdener Straße 30
Die Gruppe „Verdener Straße 30“ hat die ID 31036143.

| Lage                                           | Bezeichnung     | Beschreibung | ID       | Bild |
| ---------------------------------------------- | --------------- | --- | -------- | ---- |
| Verdener Straße 30 52° 48′ 27″ N, 9° 12′ 21″ O | Stall           | verklinkerter Stallanbau mit Satteldach der Hofanlage Verdener Straße 30                                                                                    | 31036143 | BW   |
| Verdener Straße 30 52° 48′ 27″ N, 9° 12′ 21″ O | Stall           | Stall mit Satteldach | 31042906 | BW   |
| Verdener Straße 30 52° 48′ 25″ N, 9° 12′ 23″ O | Fachwerkscheune | Fachwerkscheune mit Steinausfachungen und mit Krüppelwalm                                                                                                   | 31042922 | BW   |
| Verdener Straße 30 52° 48′ 25″ N, 9° 12′ 24″ O | Speicher        | Speicher mit Satteldach | 31042938 | BW   |
| Verdener Straße 30 52° 48′ 25″ N, 9° 12′ 25″ O | Stall           | kleiner Stall mit Krüppelwalmdach | 31042954 | BW   |
| Verdener Straße 30 52° 48′ 24″ N, 9° 12′ 23″ O | Haupthaus       | Wohn- und Wirtschaftsgebäude, vermutlich aus dem 19. Jahrhundert als Hallenhaus in Fachwerk mit Steinausfachungen und mit schiefergedeckten Krüppelwalmdach | 31042970 |      |

### Gruppe: Bergstedtstraße 6
Die Gruppe „Bergstedtstraße 6“ hat die ID 31036131.

| Lage                                         | Bezeichnung              | Beschreibung | ID       | Bild |
| -------------------------------------------- | ------------------------ | --- | -------- | ---- |
| Bergstedtstraße 6 52° 48′ 12″ N, 9° 12′ 8″ O | Wohn-/Wirtschaftsgebäude | Gebäude der Hofanlage Bergstedtstraße 6 aus der Mitte des 19. Jahrhunderts als Zweiständer-Hallenhaus in Fachwerk mit Steinausfachungen sowie mit Krüppelwalmdach | 31042681 |      |
| Bergstedtstraße 6 52° 48′ 12″ N, 9° 12′ 8″ O | Stall                    | Kleiner Stall von 1784 in Ziegelfachwerk mit Satteldach | 31042727 |      |
| Bergstedtstraße 6 52° 48′ 11″ N, 9° 12′ 8″ O | Scheune                  | Fachwerkscheune aus der Mitte des 19. Jhs. mit Krüppelwalm und zwei Längseinfahrten                                                                               | 31042750 |      |
| Bergstedtstraße 6 52° 48′ 11″ N, 9° 12′ 9″ O | Schafstall               | Stall aus der ersten Hälfte des 19. Jahrhunderts mit Walmdach | 31042704 | BW   |

### Gruppe: Gruppe Kirche Hassel
Die Gruppe „Gruppe Kirche Hassel“ hat die ID 31036118.

| Lage                                      | Bezeichnung    | Beschreibung                           | ID       | Bild |
| ----------------------------------------- | -------------- | -------------------------------------- | -------- | ---- |
| An der Kirche 52° 47′ 57″ N, 9° 12′ 17″ O | Kirche         | Kirche St. Cosmae et Damiani zu Hassel | 31042661 |      |
| An der Kirche 52° 47′ 58″ N, 9° 12′ 17″ O | Kirchhof       |                                        | 31042641 |      |
| An der Kirche 52° 47′ 57″ N, 9° 12′ 19″ O | Kriegerdenkmal |                                        | 31042623 |      |

### Einzelbaudenkmale
| Lage                                          | Bezeichnung              | Beschreibung | ID       | Bild |
| --------------------------------------------- | ------------------------ | --- | -------- | ---- |
| Mühlenstraße 6 52° 48′ 13″ N, 9° 12′ 33″ O    | Mühlenstumpf             | Windmühle Hassel, eine Galerieholländerwindmühle von 1881 als erhaltener Mühlenstumpf                            | 31042852 |      |
| Ostermeierstraße 52° 48′ 5″ N, 9° 12′ 19″ O   | Spritzenhaus             | Spritzenhaus Hassel, ein Gebäude von 1796 in Fachwerk mit Steinausfachungen und Satteldach                       | 31042821 |      |
| Ostermeierstraße 52° 47′ 54″ N, 9° 12′ 35″ O  | Kohlscheune              | Kohlscheune Hassel, ein Gebäude in Fachwerk mit Steinausfachungen sowie mit hohen Walmdach                       | 31042874 |      |
| Ostermeierstraße 8 52° 48′ 2″ N, 9° 12′ 20″ O | Stall                    | Der Stall Ostermeierstraße 8 ist ein langer Stall von 1898 in Fachwerk mit Steinausfachungen und Krüppelwalmdach | 31042889 |      |
| Kirchstraße 32 52° 48′ 0″ N, 9° 12′ 9″ O      | Speicher                 | | 31042837 |      |
| Hauptstraße 71 52° 48′ 20″ N, 9° 11′ 36″ O    | Wohn-/Wirtschaftsgebäude | | 31042804 |      |